# Rituální čistota
Rituální očista je rysem mnoha náboženství. Cílem obřadů směřujících k rituální čistotě je odstranit určitou nečistotu specifickým druhem činnosti. Je to potřeba zejména před uctíváním božstva. Rituální nečistota není identickou s „obyčejnou“ fyzickou nečistotou, nicméně veškeré tělní tekutiny jsou zpravidla obecně považovány za rituálně nečisté – některá náboženství zvláštně zachází se spermatem či menstruací, na které pohlíženo jako na zvlášť nečisté.
Rituály očisty hrály významnou roli už v nejranějších známých náboženských systémech Blízkého východu.

## Judaismus
Hebrejská bible má mnoho očistných rituálů, které se vztahují k menstruaci, porodu, sexuálním vztahům, polucím, neobvyklým tělesným tekutinám, kožním chorobám, smrti a zvířecí oběti. Tradiční proud židovství je založen na kombinaci hebrejské bible a židovského, ústního zákona, který v sobě zahrnuje Mišnu a Gemaru (které dohromady tvoří Talmud) spolu s rabínskými komentáři. Ústní zákon dále specifikuje předpisy rituální čistoty, včetně závazků vztahujících se k používání toalety, jídla či probouzení se. Předpisy bible i ústního zákona obvykle předepíší vodu – voda pomůže od jakékoli rituální nečistoty. Někdy stačí umytí rukou, jindy je naopak vyžadováno úplné ponoření se.
Na tyto předpisy bylo starými Izraelity nazíráno různě. Současní ortodoxní Židé i (s jemnými rozdíly a trochou shovívavosti) někteří konzervativnější Židé pokračují se zachováváním předpisů – samozřejmě mimo těch, které zavazují k obětování v Jeruzalémském Chrámu, jelikož Chrám dnes už neexistuje. Tyto skupiny Židů pokračují v zachovávání mnoha rituálů mytí rukou.
Rituály, které vyžadují úplné ponoření, se pravděpodobně už ani nevyskytují; snad je zachováván v souvislosti s toharat ha'mishpach (hebrejský termín, který doslova znamená „rituální očista rodiny“), kdy se žena, která má menstruaci, musí vyhnout kontaktu se svým partnerem (zejména sexuálnímu styku) a může se k němu navrátit jen tehdy, pokud se sama ponoří do živé vody, sedm dní po skončení menstruace.

## Křesťanství
Křest je forma rituální očisty, která nastává hned v několika náboženstvích příbuzných judaismu, avšak asi nejvíce v křesťanství. Nicméně křesťanství má i další formy rituální čistoty.
Ve starších kostelech, i nových římskokatolických, jsou četná umyvadla, aby se laici mohli symbolicky rituálně očistit. Obvykle pouze smočí konečky prstů ve vodě. Další umyvadla, která jsou připevněná ke zdi, mohou sloužit knězi pro umytí rukou během eucharistie. Také se zde vylévají přebytky vína a umyvadlo je vnímáno jakožto půda, protože odtoky umyvadel na půdě končí a víno se pak s půdou spojí.
Středověké křesťanství ještě zachovávalo biblické nařízení, které přikazuje očistu žen po porodu. Tato praxe byla později přetvořena do speciálního udělení svátosti ženám. Obřad je popsán v Knize společných modliteb anglikánské církve; dnes se děje velmi zřídka.
High church, římští katolíci i pravoslavní požadují, aby věřící pravidelně chodili ke zpovědi (zejména před eucharistií), jako formě očisty od hříchů.

## Islám

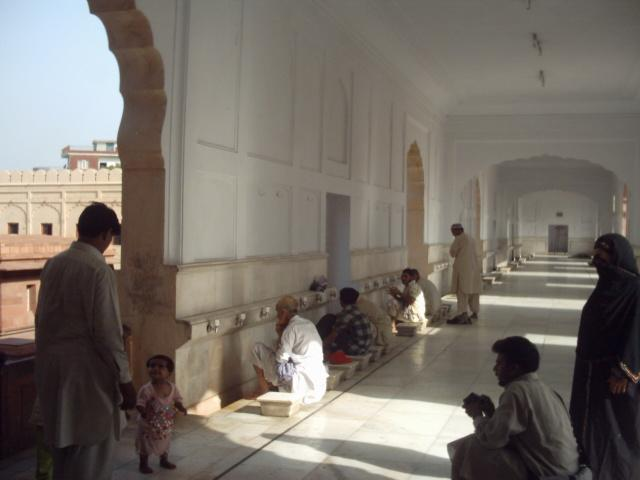
Lidé se omývají u východní zdi mešity Badshahi v Pákistánském městě Lahore

Islámská rituální očista je soustředěna na přípravu rituální modlitby. Teoreticky očista zůstává v platnosti během celého dne, jenže je považována za neúčinnou po určitých situacích, jako je spánek, kontakt s opačným pohlavím, zvracení, výronu krve či spermatu. Podle Ibn Hazama, který se o tento problém zajímá podrobně, není jednotná verze ani v koránu ani v hadísech, která říká, že člověk musí být rituálně očištěn před kontaktem s koránem. Avšak všechny islámské proudy souhlasí s tím, že je vhodnější být očištěn před kontaktem se svatou knihou.
V závislosti na okolnostech, rituální očista může být prováděna v menší (wudú) nebo větší formě (ghusl).
Ghusal, větší forma, je vyžadována na ženě, které skončí menstruace, na mrtvole, která nezemřela během bitvy a také po sexuální aktivitě. Dobrovolně může být použita i u dalších příležitostí, jako jsou např. páteční modlitby či před oblečením poutnického oděvu, tzv. ihtámu. Jestliže je čistá voda k umytí nedostupná, nebo člověk trpí nemocí, která by se zhoršila použitím vody, je možné použít alternativní způsob suchého mytí tayammum pomocí písku nebo půdy. Tato forma rituální očisty je však neplatná kdykoliv, kdy je voda dostupná a je bezpečné ji použít.
Wudú, tedy menší forma, zahrnuje povinné mytí nohou, ruk a hlavy. Dobrovolné úkony jsou např. čištění zubů, recitování basmaly či šahády. Větší forma očisty ghusl v sobě zahrnuje i menší formu wudú, navíc si praktikující mohou být jisti, že je umyté celé tělo.
Mnoho detailů rituální očisty muslimů se u jednotlivých větví islámu liší stejně tak, jako myšlenkové systémy jednotlivých škol.

## Hinduismus

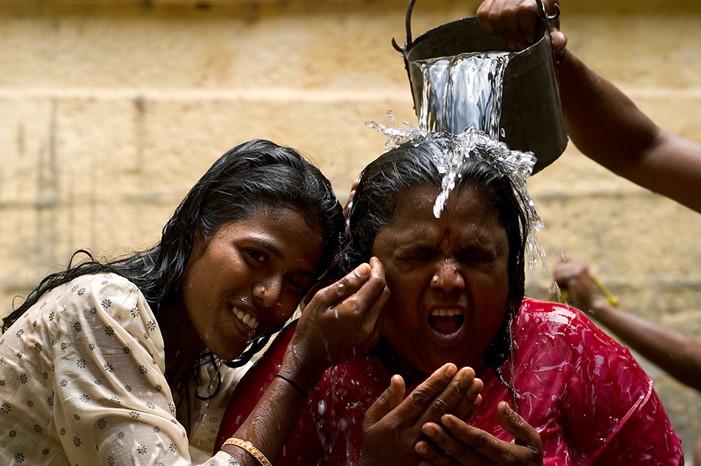
Rituální omývání vodou u hinduistů.

Různé tradice hinduismu následují různé formy rituální očisty. Například ve smartické tradici panuje názor na rituální čistotu podobný, jako v ortodoxním židovství. V každé tradici jsou ortodoxní skupiny, které následují přísnější pravidla, ale ty nejpřísnější závazky jsou předepsány pro bráhmany, zvláště ty ve chrámech. V hinduismu hraje důležitou roli rituální očisty omytí celého těla, zvláště ve svatých řekách jako je Ganga. Lidé se v ní očišťují před různými slavnostmi a svátky.
Ačkoli je dnes řeka velmi znečištěna, tak tyto fyzické nečistoty neubírají řece její očistnou sílu, ve kterou hinduisté věří. Menší akty hinduistického obřadu očisty zahrnují achamana – dotyk a usrkávání čisté vody za odříkávání manter a použití tilaky na čele.

## Bahá'í
U víry Bahá'í se rituální očista soustřeďuje na očištění před modlitbami. Rituální očista je výslovně požadována před vykonáním jakékoli povinné modlitby (věřící si vybírá z dlouhé, střední nebo krátké) a také před odříkáváním Největšího Jména Alláh-u-Abhá . (viz Kitáb-i-Aqdas, odstavec 18 a poznámka 33)
Rituální očista má podobu umytí tváře a rukou. Toto umytí je vyžadováno i v případě, že se věřící myl bezprostředně před tím celý, avšak nerituálně. V poznámce 34 v Nejsvětější knize se Bahá’u’lláh zmiňuje o alternativním způsobu rituální očisty, který zahrnuje recitování určitého verše, který se musí zopakovat pětkrát. Znění tohoto verše je: „Ve jménu Boha, Nejčistšího, Nejčistšího.“ (Kitáb-i-Aqdas, odstavec 10 a Otázky a odpovědi č. 51) Tento způsob je však povolen pouze v případě, kdy čistá voda není dostupná, nebo se jejím použitím může dotyčnému zhoršit zdravotní stav.
Rituální očista je též vyžadována před pronášením alternativního verše namísto povinné modlitby či půstu, který mají pronášet ženy v období menstruace mezi polednem dne jednoho a polednem dne následujícího. Tento verš zní: „Oslaven buď Bůh, Pán Nádhery a Krásy.“ (Kitáb-i-Aqdas, odstavec 13 a poznámky 20 a 34)

## Šintoismus
V šintoismu se hlavní forma rituální očisty nazývá Misogi. Je to rituál, kdy se stoupenci šintoismu rituálně omývají tekoucí vodou. Měli by být nazí, ale muži obvykle mají na sobě bederní roušku fundoši a ženy kimono. Obě pohlaví ještě mívají šátky na hlavě.
Misogi je také používán v některých druzích bojových umění, zvláště pak Aikidu.